# 紅鯧鰺
勒氏鯧鰺（学名：Trachinotus rhodopus），為輻鰭魚綱鱸形目鱸亞目鰺科鯧鰺屬下的一個種，分布於東太平洋美國加州Zuma海灘至祕魯海域，包括加拉巴哥群島，體呈菱形且側扁，吻圓鈍，背鰭、臀鰭及尾鰭軟條延長，體上半部藍綠色，下半部銀色，體側具有4-5條淡黃色垂直條紋，背鰭、臀鰭及尾鰭淡黃色，其餘魚鰭透明，體長可達61公分，體重可達1.3公斤，成魚棲息在沿海水質清澈，沙底質或岩石底質海域，屬肉食性，以無脊椎動物及魚類為食，可作為食用魚。